# Pálenice

Budova pálenice v obci Pradlisko (okres Zlín)

Pálenice či palírna je zařízení nebo stavba, která slouží k výrobě pálenky. Zákon o lihu definuje pojem pěstitelská pálenice jako takovou pálenici (palírnu), která je určena k výrobě ovocných destilátů pro soukromou potřebu drobných pěstitelů
Pálením alkoholu mimo autorizovanou pálenici je spáchán přestupek podle paragrafu 17 zákona o lihu, za který lze pachatele sankcionovat pokutou až do výše 10 miliónů korun. Kromě toho existuje riziko, že namísto žádoucího etanolu může při pálení vzniknout jedovatý metanol.